# 5960 Wakkanai
Az 5960 Wakkanai (ideiglenes jelöléssel 1989 US) a Naprendszer kisbolygóövében található aszteroida. Masaru Mukai,  Masanori Takeishi fedezte fel 1989. október 21-én.